# Gewog di Tareythang
Il gewog di Tareythang è uno dei dodici raggruppamenti di villaggi del distretto di Sarpang, nella regione Meridionale, in Bhutan.